# Nadia Fanchini
Nadia Fanchini (* 25. Juni 1986 in Lovere) ist eine ehemalige italienische Skirennläuferin. Sie war auf die Disziplinen Abfahrt, Super-G und Riesenslalom spezialisiert. Sie gewann zwei Weltcuprennen und zwei Medaillen bei Weltmeisterschaften. Ihre ältere Schwester Elena und ihre jüngere Schwester Sabrina waren ebenfalls Skirennläuferinnen.

## Biografie
Fanchini stammt aus Montecampione bei Artogne im Valcamonica (Provinz Brescia). 1999 machte sie mit Siegen im Slalom des Trofeo Topolino und im Riesenslalom des Whistler Cup auf sich aufmerksam. Im Dezember 2001 begann sie als 15-Jährige an FIS-Rennen teilzunehmen. Am 18. Januar 2003 kam sie erstmals im Europacup zum Einsatz. Nach dieser Saison wurde sie in die Nationalmannschaft aufgenommen und schloss sich der GS Flamme Gialle an, der Sportgruppe der Guardia di Finanza. Kurz nach dem Gewinn zweier FIS-Rennen hatte Fanchini am 13. Dezember 2003 ihr Debüt im Weltcup; beim Riesenslalom auf der Gran Risa in Alta Badia fuhr sie auf Platz 43. Eine Woche später gelang ihr im Europacup die erste Podestplatzierung (Rang 2 im Super-G am Tonalepass). Bei den Juniorenweltmeisterschaften 2004 in Maribor gewann sie die Goldmedaille im Super-G.
Weltcuppunkte holte Fanchini erstmals am 21. Februar 2004 mit Platz 26 im Super-G von Åre. Mit insgesamt zwei Podestplätzen sicherte sie sich den dritten Rang in der Super-G-Disziplinenwertung des Europacups. In der Saison 2004/05 etablierte sich Fanchini im Weltcup und erzielte gegen Ende der Saison zwei Top-10-Platzierungen. Bei den Weltmeisterschaften 2005 in Santa Caterina verpasste sie als Vierte des Super-G nur knapp eine Medaille. Besonders erfolgreich war sie bei den Juniorenweltmeisterschaften 2005 in Bardonecchia; sie gewann die Goldmedaille in der Abfahrt und im Riesenslalom sowie die Silbermedaille im Super-G. Im Weltcup 2005/06 klassierte sich Fanchini viermal in den Top 10. Sie nahm an den Olympischen Winterspielen 2006 in Turin teil, wobei der achte Platz im Riesenslalom ihr bestes Ergebnis war. Zum Abschluss der Saison gewann sie die zwei ersten von bisher elf italienischen Meistertiteln.
Am 1. Dezember 2006 stand Fanchini als Dritte der Abfahrt von Lake Louise erstmals auf einem Weltcup-Podest. Knapp drei Wochen später, am 19. Dezember, stürzte sie in der Abfahrt von Val-d’Isère; sie brach sich das Handgelenk und war kurze Zeit bewusstlos. Nach einer mehrwöchigen Pause kehrte sie ins Renngeschehen zurück und fuhr dreimal in die Top 10, brach aber die Saison nach den Weltmeisterschaften 2007 in Åre ab. Sie verpasste den Beginn der Weltcupsaison 2007/08, weil bei ihr eine Herzrhythmusstörung diagnostiziert worden war und das Comitato Olimpico Nazionale Italiano am 28. September 2007 eine dreimonatige Zwangspause verfügt hatte. Sie konnte erst im Januar 2008 wieder starten, fuhr aber in den Abfahrten von Sestriere und Crans-Montana jeweils auf den dritten Platz.
Zwei Tage nach dem zweiten Platz in der Abfahrt von Lake Louise konnte Fanchini dort am 7. Dezember 2008 beim Super-G ihren ersten Weltcupsieg feiern. Im weiteren Verlauf der Weltcupsaison 2008/09 kamen drei Podestplätze hinzu. Bei den Weltmeisterschaften 2009 in Val-d’Isère gewann sie die Bronzemedaille in der Abfahrt. Zu Beginn des Weltcupwinters 2009/10 fuhr Fanchini dreimal in die Top 5 (darunter Platz 3 im Super-G von Haus im Ennstal). Bei einem Sturz im Super-G von St. Moritz am 31. Januar 2010 zog sie sich in beiden Knien einen Kreuzbandriss zu. Sie verpasste dadurch die Olympischen Winterspiele in Vancouver. Auch während der gesamten Saison 2010/11 fiel sie aus. Nach knapp zweijähriger Rennpause gab sie am 21. Januar 2012 in Kranjska Gora ihr Comeback; bestes Ergebnis in der Saison 2011/12 war ein sechster Platz.
Im Weltcup 2012/13 waren Fanchinis Ergebnisse bescheiden, nur sporadisch fuhr sie unter die besten 15. Umso überraschender war ihre Leistung bei den Weltmeisterschaften 2013 in Schladming, als sie völlig unerwartet hinter der französischen Sensationssiegerin Marion Rolland die Silbermedaille in der Abfahrt gewann. Während der Weltcupsaison 2013/14 klassierte sie sich siebenmal in den Top 10; bestes Ergebnis war ein vierter Platz. Ebenfalls Vierte wurde sie im Riesenslalom bei den Olympischen Winterspielen 2014 in Sotschi, wobei ihr elf Hundertstelsekunden auf die Bronzemedaille fehlten. Gegen Ende der nachfolgenden Saison 2014/15 belegte Fanchini im Riesenslalom von Åre Platz zwei. Im Weltcup 2015/16 gelangen ihr sieben Top-10-Platzierungen. Besonders erfolgreich war sie Mitte Februar 2016 in La Thuile, wo sie die Abfahrt als Dritte beendete und den Super-G gewann (ihr erster Weltcupsieg nach mehr als sieben Jahren).
Zu Beginn des Winters 2016/17 standen zwei vierte Plätze als Bestergebnisse zu Buche. Am 15. Januar 2017 stürzte Fanchini im Training zur Abfahrt in Zauchensee schwer. Sie zog sich dabei einen Oberarmbruch sowie Brüche dreier Querfortsätze im Lendenwirbelbereich zu. Damit war die Saison für sie vorzeitig beendet. Im Weltcup 2017/18 erzielte sie drei Top-10-Platzierungen, darunter Platz 3 in der Abfahrt von Bad Kleinkirchheim. Bei den Olympischen Winterspielen 2018 in Pyeongchang wurde sie Zwölfte im Super-G, während sie in der Abfahrt ausschied.
Im Dezember 2019 wurde sie Mutter eines Sohnes und bestritt deswegen in der Saison 2019/20 keine Rennen. Zwei weitere Kinder folgten 2021 und 2023. Am 22. April 2020 gab sie gemeinsam mit ihrer Schwester Elena ihren Rücktritt vom Leistungssport bekannt.

## Erfolge

### Olympische Spiele
- Turin 2006: 8. Riesenslalom, 10. Abfahrt, 20. Kombination, 38. Super-G
- Sotschi 2014: 4. Riesenslalom, 10. Super-G, 22. Abfahrt
- Pyeongchang 2018: 12. Super-G

### Weltmeisterschaften
- Santa Caterina 2005: 4. Super-G
- Åre 2007: 13. Abfahrt
- Val-d’Isère 2009: 3. Abfahrt, 9. Super-G
- Schladming 2013: 2. Abfahrt, 21. Super-G
- Vail/Beaver Creek 2015: 12. Abfahrt, 12. Super-G
- Åre 2019: 5. Super-G, 14. Abfahrt

### Weltcup
- 13 Podestplätze in Einzelrennen, davon 2 Siege:

| Datum            | Ort         | Land    | Disziplin |
| ---------------- | ----------- | ------- | --------- |
| 7. Dezember 2008 | Lake Louise | Kanada  | Super-G   |
| 20. Februar 2016 | La Thuile   | Italien | Abfahrt   |

- 1 Sieg bei Mannschaftswettbewerben

### Weltcupwertungen
| Saison  | Gesamt | Gesamt | Abfahrt | Abfahrt | Super-G | Super-G | Riesenslalom | Riesenslalom | Kombination | Kombination |
| Saison  | Platz  | Punkte | Platz   | Punkte  | Platz   | Punkte  | Platz        | Punkte       | Platz       | Punkte      |
| ------- | ------ | ------ | ------- | ------- | ------- | ------- | ------------ | ------------ | ----------- | ----------- |
| 2003/04 | 112.   | 5      | –       | –       | 51.     | 5       | –            | –            | –           | –           |
| 2004/05 | 37.    | 185    | 49.     | 8       | 18.     | 110     | 27.          | 67           | –           | –           |
| 2005/06 | 22.    | 305    | 15.     | 150     | 37.     | 25      | 18.          | 130          | –           | –           |
| 2006/07 | 33.    | 238    | 23.     | 105     | 15.     | 126     | 50.          | 7            | –           | –           |
| 2007/08 | 38.    | 181    | 13.     | 164     | 35.     | 17      | –            | –            | –           | –           |
| 2008/09 | 9.     | 714    | 5.      | 276     | 2.      | 416     | 40.          | 21           | 50.         | 1           |
| 2009/10 | 28.    | 216    | 23.     | 81      | 13.     | 135     | –            | –            | –           | –           |
| 2011/12 | 76.    | 64     | –       | –       | –       | –       | 28.          | 64           | –           | –           |
| 2012/13 | 37.    | 215    | 30.     | 34      | 28.     | 37      | 17.          | 144          | –           | –           |
| 2013/14 | 18.    | 376    | 34.     | 32      | 9.      | 137     | 11.          | 207          | –           | –           |
| 2014/15 | 12.    | 468    | 25.     | 79      | 9.      | 145     | 6.           | 244          | –           | –           |
| 2015/16 | 14.    | 618    | 6.      | 300     | 13.     | 171     | 16.          | 147          | –           | –           |
| 2016/17 | 37.    | 216    | 25.     | 91      | 21.     | 79      | 30.          | 46           | –           | –           |
| 2017/18 | 27.    | 299    | 14.     | 170     | 17.     | 129     | –            | –            | –           | –           |
| 2018/19 | 28.    | 285    | 10.     | 201     | 20.     | 84      | –            | –            | –           | –           |

### Europacup
- Saison 2003/04: 9. Gesamtwertung, 3. Super-G-Wertung
- 3 Podestplätze

### Juniorenweltmeisterschaften
- Maribor 2004: 1. Super-G, 6. Abfahrt, 9. Riesenslalom
- Bardonecchia 2005: 1. Abfahrt, 1. Riesenslalom, 2. Super-G

### Weitere Erfolge
- 13 italienische Meistertitel (Abfahrt: 2004, 2006, 2008 und 2019; Super-G: 2004, 2006, 2008, 2014, 2015, 2016 und 2019; Riesenslalom: 2016; Kombination: 2004)
- 4 italienische Juniorenmeistertitel (Slalom 2002, Riesenslalom 2002, 2003 und 2006)
- 4 Podestplätze im South American Cup, davon 1 Sieg
- 5 Siege in FIS-Rennen